# Erfurter Einhornretabel

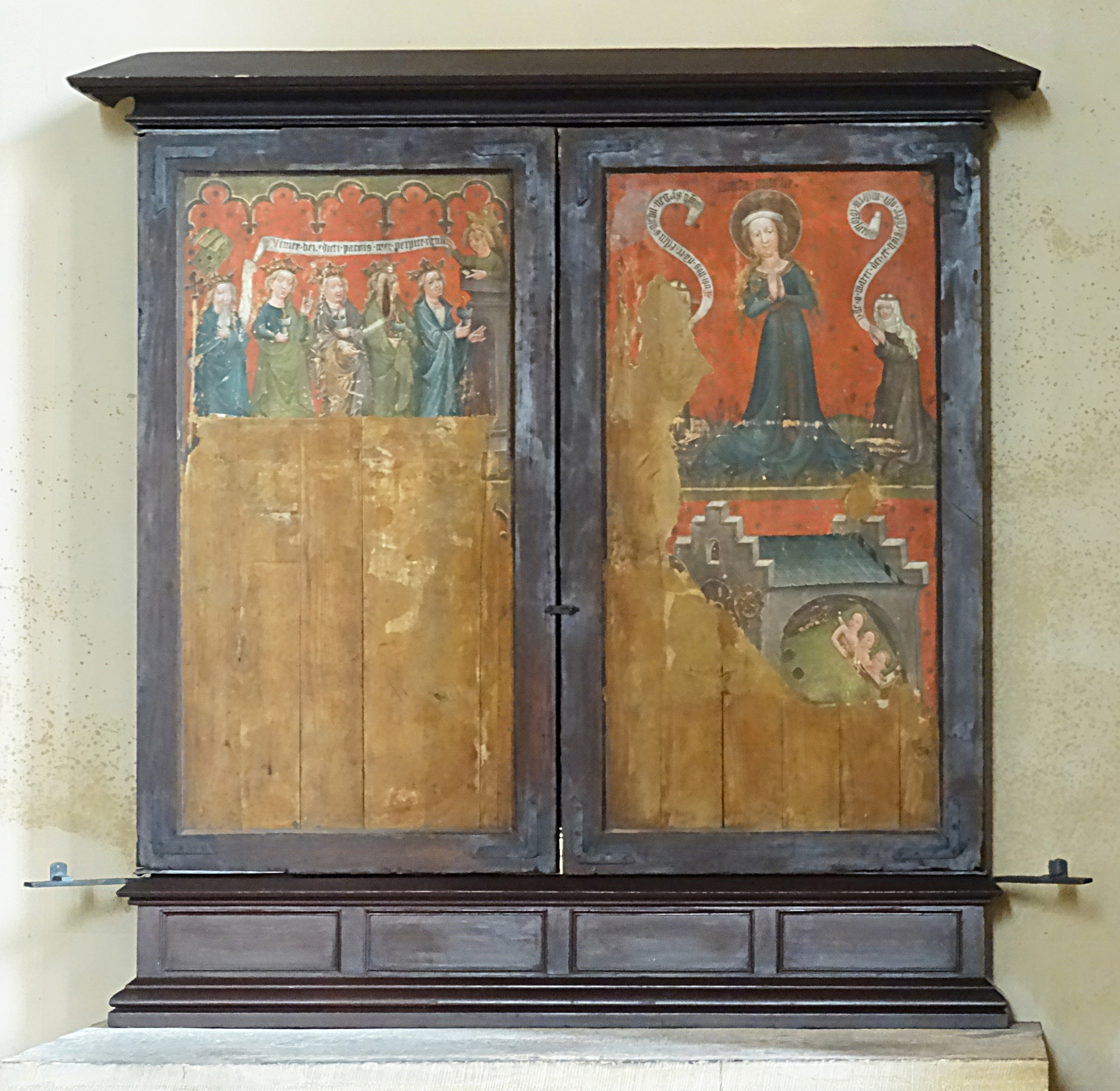
Einhornaltar im Dom St. Marien (Erfurt) im geschlossenen Zustand

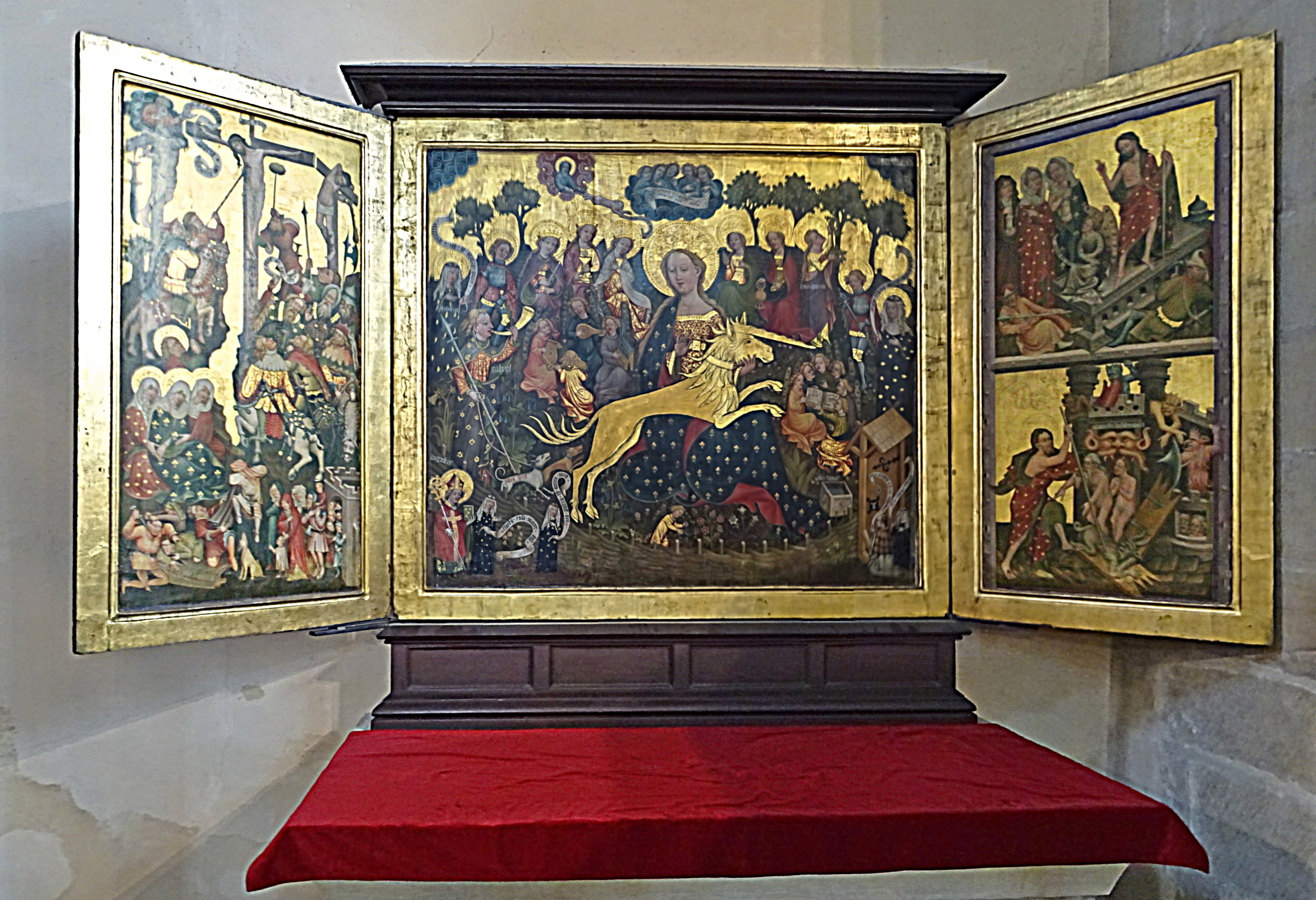
Erfurter Einhornaltar, Dom St. Marien in Erfurt, um 1410–1430

Das sog. Erfurter Einhornretabel, das zwischen 1410 und 1430 entstand, gehört zu den bekanntesten Ausstattungsstücken des Erfurter Doms. Die Mitteltafel des bemalten Altarretabels zeigt die Darstellung einer mystischen Einhornjagd, bei der das Einhorn vom Erzengel Gabriel zum Schoß der hl. Jungfrau Maria gejagt wird. Die Tafel wird flankiert von einer Darstellung der Kreuzigung auf der linken Tafel, den Darstellungen der Höllenfahrt und der Auferstehung Christi auf der rechten Tafel. Der namentlich nicht bekannte Künstler mit dem Notnamen „Meister des Erfurter Einhornaltars“ war wohl in Erfurt ansässig und tätig.

## Die „Mystische Einhornjagd“ der Mitteltafel
In der Tafel erkennt man das Einhorn, in goldener Farbe vor dem dunkleren Hintergrund abgehoben, im Mittelpunkt auf dem Schoß der Madonna. Nach einer Episode aus dem 17. Kapitel des Physiologos, einer Schrift des 2. Jahrhunderts n. Chr., ließ sich das wilde Tier nur von einer reinen Jungfrau fangen, in dem es sich ihr vertraulich angenähert und seinen Kopf in ihren Schoß gelegt habe. Diese Episode wurde schon früh allegorisch als Hinweis auf Christus ausgelegt: Auch er war im Schoß Mariens empfangen worden und dann später verraten und getötet worden.
Die Wildheit des Tieres ist an seiner (ausgebremsten) Sprunghaltung, den erhobenen Vorderbeinen und dem von der heftigen Bewegung emporgewirbelten Schwanz zu erkennen: Maria hat die Flucht des Einhorns vor dem Erzengel Gabriel, der links mit Jagdhorn und Speer zu sehen ist, und seinen Hunden gestoppt. Durch die zärtliche Geste, mit der sie es am Kopf gepackt hat und beruhigend zu kraulen scheint, hat sie es fest im Griff. So bietet die Einhorn-Marien-Gruppe einen Ruhepol in einer menschenreichen Szenerie: In einem paradiesischen Garten, einem Hortus conclusus, sind die beiden umringt von einer Reihe heiliger Märtyrerinnen, Jungfrauen und jungen Ritterheiligen (in bedeutungsperspektiv geringerer Größe), die durch Inschriften namentlich gekennzeichnet sind. Doch nicht jeder erhält Einlass: Zwar nah dabei, aber dennoch durch den geflochtenen Zaun ausgeschlossen bleiben drei Frauen geistlichen Standes (zwei links, eine rechts) und ein betender Kanoniker rechts, der direkt vor dem hölzernen Tor Platz gefunden hat. Ihnen steht der hl. Augustinus zur Seite (links). Der Kniende ist wohl als der Stifter, ein Kanoniker des Augustiner-Chorherrenstiftes Beatae Mariae Virginis zu identifizieren, vermutlich Johannes von Allenblumen aus der Erfurter Patrizierfamilie von Allenblumen, die das Einhorn als Wappentier führte. Ein Blick auf den Grabstein von Johannes von Allenblumen dem Älteren, gest. 1532, im Erfurter Dom zeigt das Wappen mit dem steigenden Einhorn und kleinen, fünfblättrigen Blüten (in der Abbildung kaum zu erkennen).
Bei den Nonnen könnte es sich um Schwestern oder Verwandte des Kanonikers handeln. In den Versen der wehenden Spruchbänder wird die Gottesmutter als Himmelskönigin, als blühende Rose, als unberührte Jungfrau und als Schöne und Freundin des Hoheliedes gepriesen.
Ganz deutlich spiegeln sich in der Tafel die damaligen Vorstellungen des Paradieses als einem blüten- und pflanzenreichen Garten, in dem die Heiligen in ewiger Freude leben. Sie erfreuen sich an einer Vielzahl von prachtvollen Blüten auf einer sattgrünen Wiese und sind umgeben von Obstbäumen, die in Blüte stehen oder bereits Früchte tragen: Die beiden Szenen mit der hl. Margarete oben, die aus Zweigen des Baumes schmückende Kränze flicht, und dem knabenhaften Engel am unteren Rand, der mit einer Sichel Blumen schneidet, verkörpern die ungezwungene Heiterkeit des Ortes in besonderer Weise.
Tatsächlich vollzieht sich die „Inkarnation des göttlichen Logos“ (Kammel, S. 143) im Paradies: Im goldenen Himmel oben links erscheint Gottvater in einer purpurnen Wolkenformation und schickt Christus in Form eines Säuglings in Richtung Maria: dieses Motiv findet man in zahlreichen Verkündigungsdarstellungen dieser Zeit, es ist also nicht ungewöhnlich. Das Besondere an der Erfurter Tafel aber ist, dass hier ganz explizit die Einhornjagd – das Motiv also, bei dem der Erzengel Gabriel mit seinen Hunden, die durch Schriftbänder als Verkörperungen von Fides, Spes und Caritas gelesen werden könnten, das wilde Tier zum Schoß der Maria jagt – mit der traditionellen Darstellungsform der Verkündigung in Verbindung und Einklang gebracht wird.

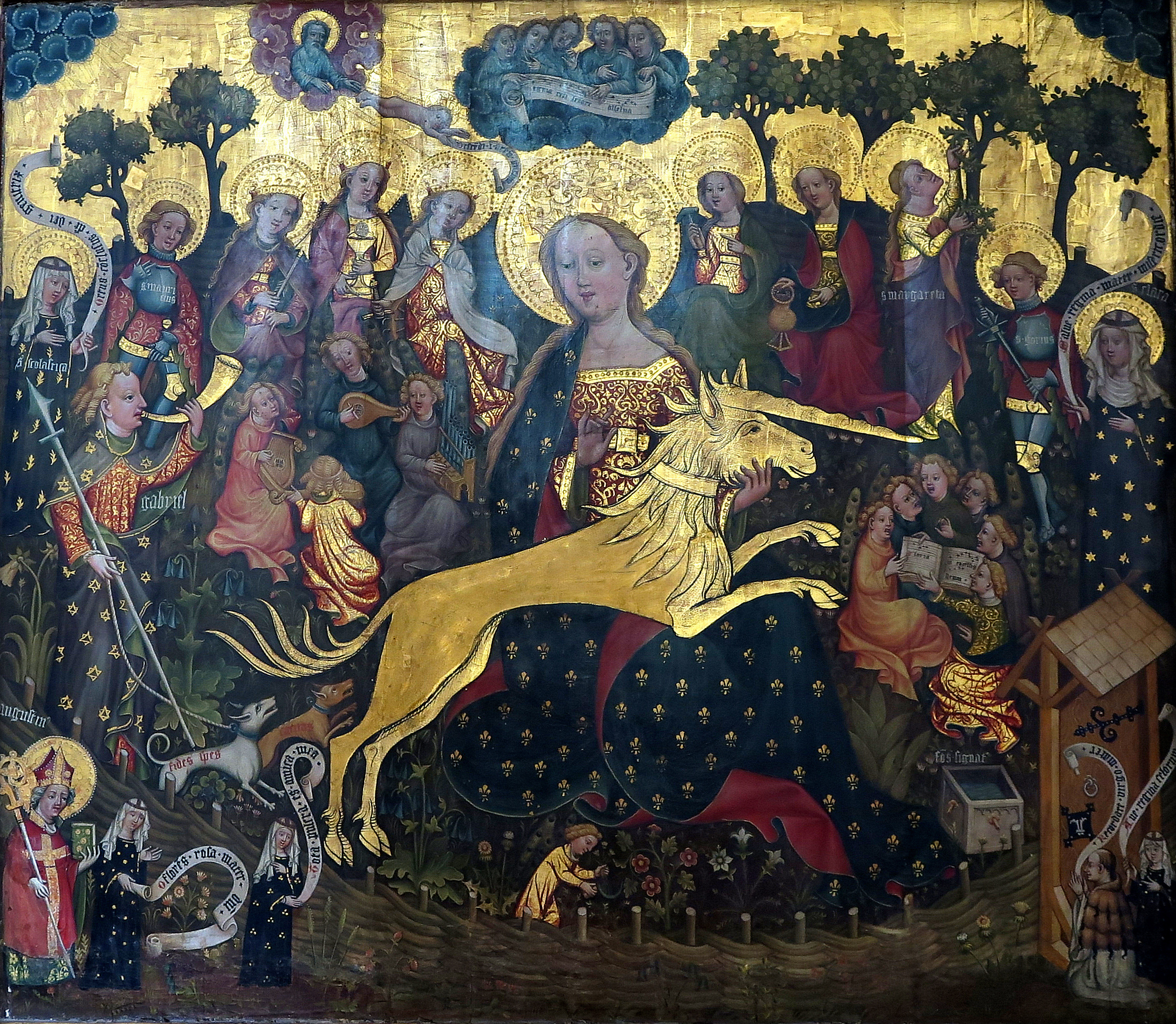
Mitteltafel des Einhornaltars mit der Mystischen Einhornjagd

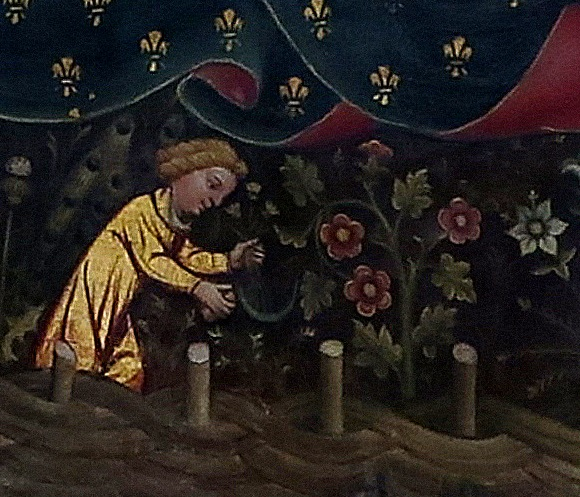
Blumenschneidender Engel, Detail aus der Erfurter Einhornjagd

Dieses Motiv der sakralen Einhornjagd erfreute sich vor allem in der deutschen Kunst des 15. und 16. Jahrhunderts größter Beliebtheit, bis es durch das Tridentiner Konzil (1545–1563) schließlich verboten wurde: Maria im Hortus conclusus hat dabei stets selbst das Einhorn im Schoß, der Verkündigungsengel Gabriel ist zugleich der Jäger des Einhorns, er ist begleitet von Jagdhunden, die Tugenden verkörpern (veritas, pax, misericordia und iustitia). Ein weiteres, späteres Beispiel einer Einhornjagd zeigt die Tafel aus dem Heilsberger Altar, der zwischen 1480 und 1500 entstand, heute im Schlossmuseum Weimar. Meist waren die Tafeln eingebunden in einen Altarzusammenhang, wie dies auch bei dem Erfurter Gemälde der Fall ist.
Bei der Erfurter Tafel handelt es sich um das älteste Beispiel dieses Motivs: Hier wurde eine Tradition begründet, die letztlich in dem Familienwappen ihren Ursprung hat: Für die Familie von Allenblumen nämlich verdichten sich in diesem Darstellungstypus gleichzeitig mehrere Anspielungen auf das eigene Wappen. Man darf nicht nur im Einhorn, sondern auch in der Fülle von Blumen und Blühendem im Paradiesgarten einen Verweis auf den Namen des Stifters (Allenblumen) und in den pointiert vom kleinen Jungen vorne ausgewählten fünfblättrigen roten Rosen einen Hinweis auf die Blüten erkennen, die außer dem Einhorn das Wappen der Familie schmückten.

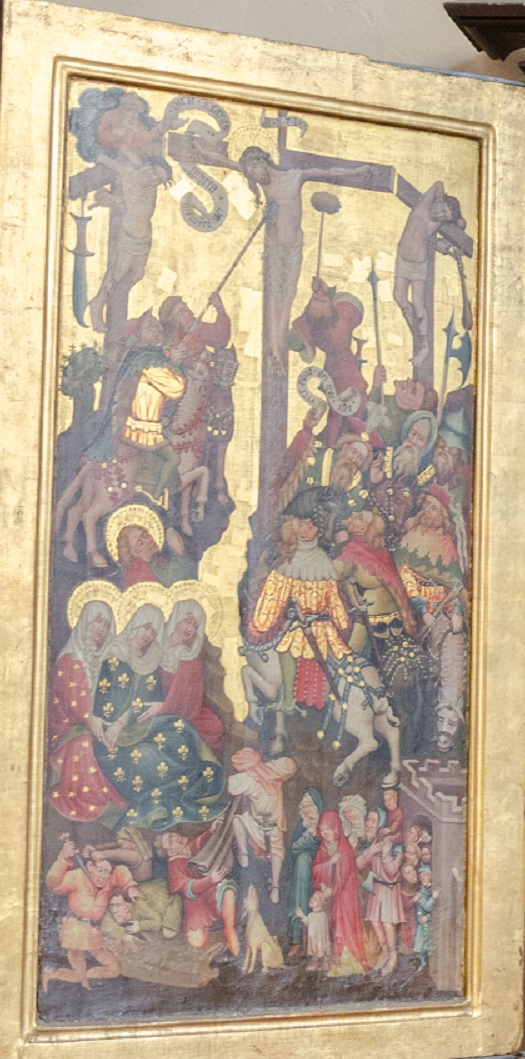
Kreuzigung, linker Flügel des Erfurter Einhornaltars
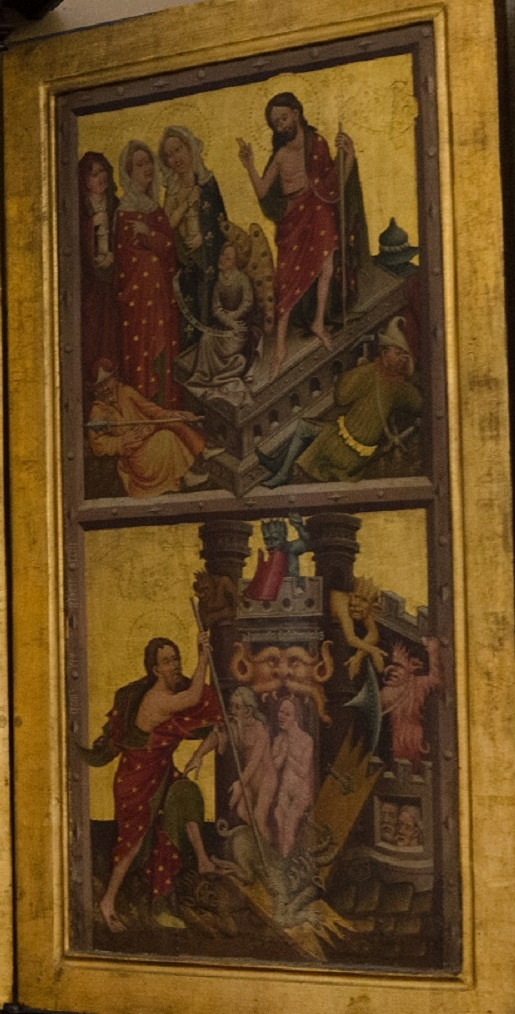
Rechte Tafel des Erfurter Einhornaltars: Höllenfahrt und Auferstehung
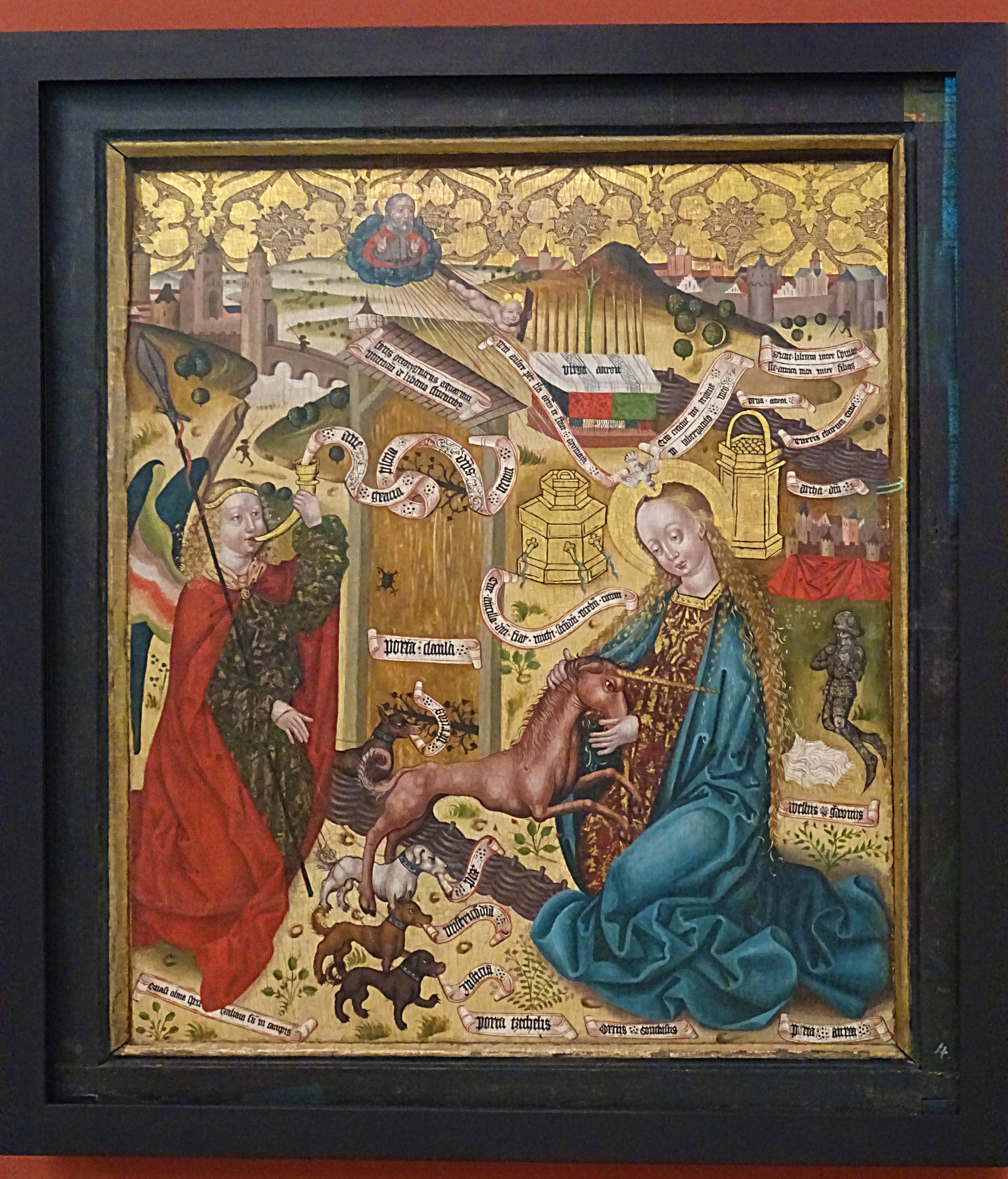
Mitteltafel mit Einhornjagd vom sog. Allendorfer Altar, Erfurt, um 1490
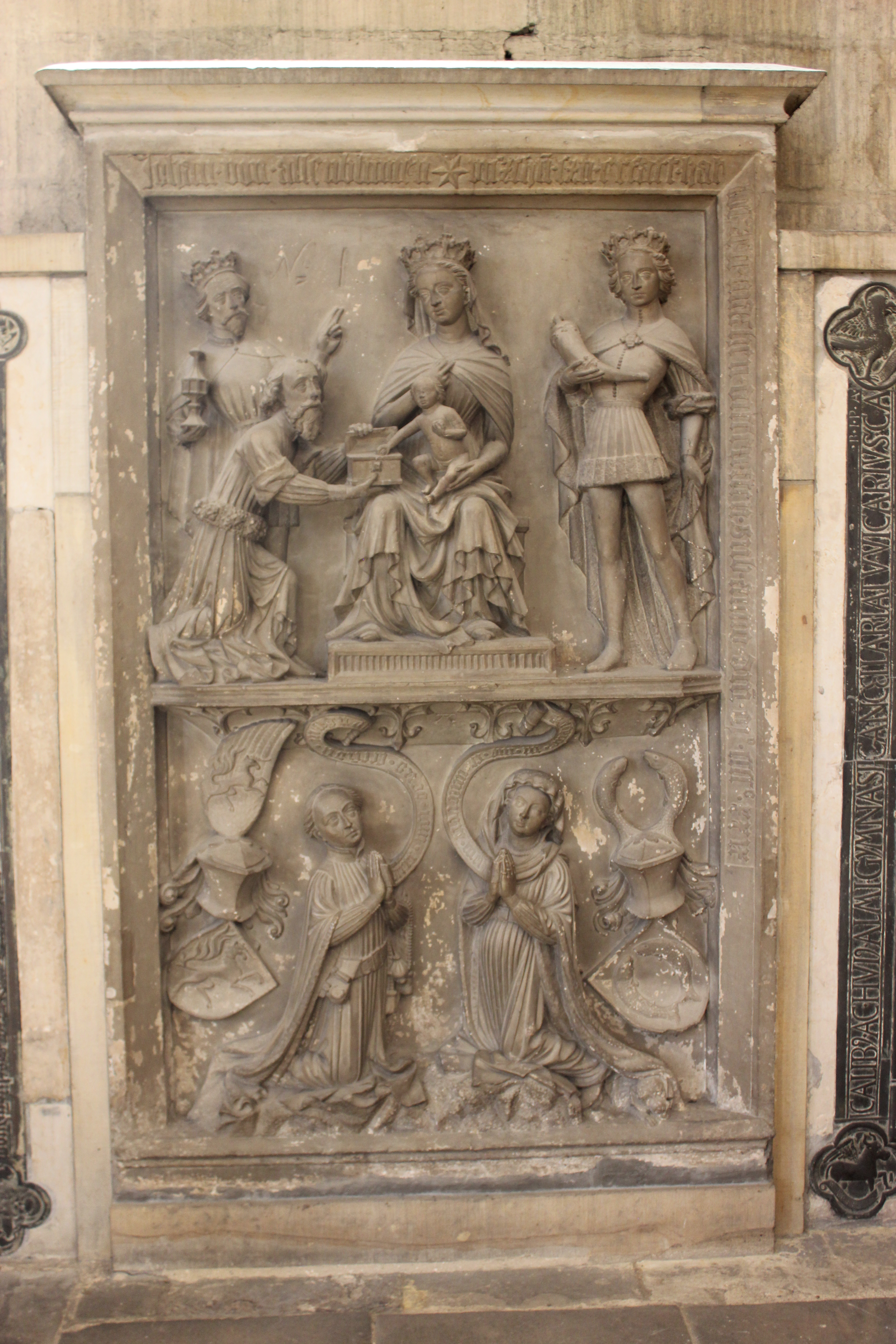
Epitaph von Johannes von Allenblumen, gest. 1432, Dom St. Marien, Erfurt